# Муравьёва, Людмила Николаевна (легкоатлетка)
Людми́ла Никола́евна Муравьёва (род. 10 ноября 1940, Жаворонки, Московская область) — советская легкоатлетка, специалистка по метанию диска. Выступала за сборную СССР по лёгкой атлетике в 1966—1973 годах, обладательница серебряной и бронзовой медалей чемпионатов Европы, многократная победительница и призёрка первенств национального значения, участница двух летних Олимпийских игр. Представляла Москву и Вооружённые силы. Мастер спорта СССР международного класса.

## Биография
Людмила Муравьёва родилась 10 ноября 1940 года в посёлке Жаворонки Одинцовского района Московской области.
Заниматься лёгкой атлетикой начала в 1960 году, проходила подготовку в Москве в ЦСКА, была подопечной тренера Отто Яновича Григалки.
Первого серьёзного успеха на взрослом всесоюзном уровне добилась в сезоне 1967 года, когда в метании диска одержала победу на чемпионате страны в рамках IV летней Спартакиады народов СССР в Москве. Попав в состав советской национальной сборной, выступила на Кубке Европы в Киеве, где в той же дисциплине стала второй.
В 1968 году победила на чемпионате СССР в Ленинакане. По итогам чемпионата удостоилась права защищать честь страны на летних Олимпийских играх в Мехико — с результатом 52,26 метра расположившись в итоговом протоколе соревнований на девятой строке.
На чемпионате СССР 1969 года в Киеве в третий раз подряд выиграла метание диска. На последовавшем чемпионате Европы в Афинах стала серебряной призёркой, уступив только своей соотечественнице Тамаре Даниловой.
В 1970 году на чемпионате СССР в Минске была третьей позади Фаины Мельник и Тамары Даниловой.
В 1971 году на чемпионате страны в рамках V летней Спартакиады народов СССР в Москве вновь получила бронзу, снова её опередили Данилова и Мельник. На чемпионате Европы в Хельсинки так же стала бронзовой призёркой.
На чемпионате СССР 1972 года в Москве выиграла серебряную медаль. Находясь в числе лидеров советской сборной, благополучно прошла отбор на Олимпийские игры в Мюнхене — на сей раз метнула диск ровно на 59 метров и стала с этим результатом восьмой.
После мюнхенской Олимпиады Муравьёва ещё в течение некоторого времени оставалась действующей спортсменкой и продолжала принимать участие в соревнованиях всесоюзного уровня. Так, в 1973 году на чемпионате СССР в Москве она добавила в послужной список ещё одну бронзовую награду, выигранную в метании диска.
За выдающиеся спортивные результаты удостоена почётного звания «Мастер спорта СССР международного класса».